# Né Ladeiras
Né Ladeiras (Porto, 10 de agosto de 1959), nome artístico de Maria de Nazaré de Azevedo Sobral Ladeiras, é uma cantora portuguesa.

## Biografia
Nasceu numa família com grandes afinidades com a música. A mãe cantava em programas de rádio, o pai tocava viola e o avô materno tocava guitarra portuguesa, braguesa, cavaquinho e instrumentos de percussão. Com 6 anos participa no Festival dos Pequenos Cantores da Figueira da Foz. Durante a sua adolescência integra vários projectos musicais, entre os quais um duo acústico formado com uma amiga da escola.

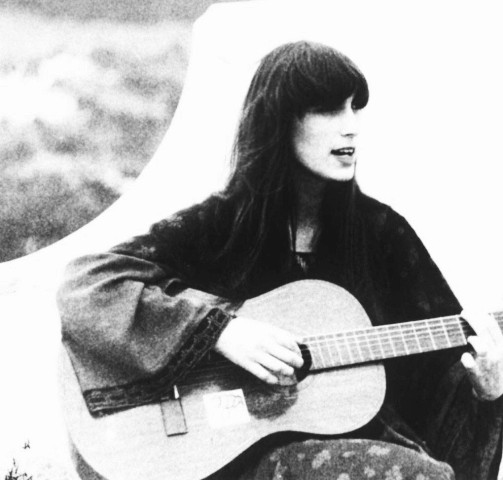
Foto rara da cantora: Né Ladeiras em 1978 com a Brigada Victor Jara.

A sua carreira musical começou realmente com a fundação, em 1974, com diversos amigos, da Brigada Victor Jara, projecto no qual tocavam sobretudo música latino-americana tendo participado em diversas campanhas de animação cultural do MFA (Movimento de Forças Armadas) e de trabalho voluntário. O interesse do grupo pela música tradicional portuguesa só se manifesta nos últimos meses de 1976, após realizarem diversos espectáculos pelo país e aí "descobrirem" as potencialidades e qualidade da nossa tradição musical.
Em 1977, na sequência de uma actuação na FIL (Feira Internacional de Lisboa), mantêm contactos com a editora Mundo Novo (associada à editorial Caminho), para a qual gravam, durante dois dias, o álbum Eito Fora, que é editado nesse mesmo ano. Né Ladeiras interpreta, neste disco, um dos temas mais conhecidos, Marião com base num tradicional de Trás-os-Montes.
No ano seguinte, Né Ladeiras participa ainda nas gravações do segundo álbum da Brigada Victor Jara intitulado Tamborileiro. Em 1979, após se separar da Brigada, Né Ladeiras junta-se ao agrupamento Trovante, ainda antes de este alcançar sucesso, com o qual grava o single Toca a Reunir.
Na altura da gravidez do seu primeiro filho, Né Ladeiras fica em casa e é nessa altura que é convidada pelos Trovante que já andavam há muito tempo à procura de uma voz feminina. Fizeram alguns espectáculos e toda a preparação de Baile do Bosque. Quase todas as músicas da maqueta apresentada às editoras eram cantadas por Né Ladeiras.
Entre 1980 e 1982, integra um dos projectos mais inovadores da música portuguesa, a Banda do Casaco, fundada em 1973 por Nuno Rodrigues e António Pinho (ex- Filarmónica Fraude). Né Ladeiras participa na gravação dos álbuns No Jardim da Celeste (em 1981) e Também Eu (em 1982) que incluíam alguns dos maiores sucessos do grupo, como sejam Natação Obrigatória e Salvé Maravilha.

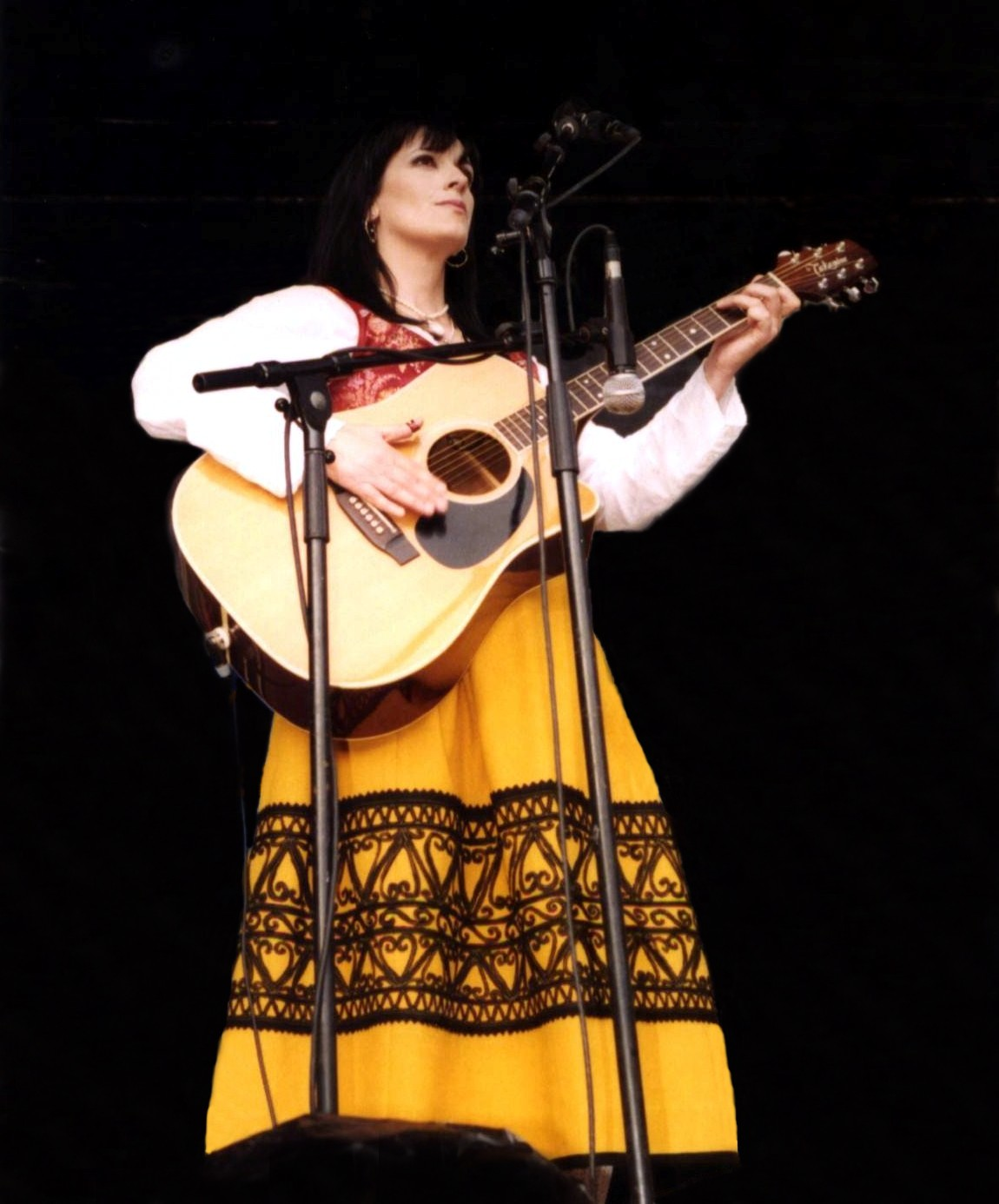
Né Ladeiras em concerto.

O primeiro trabalho a solo de Né Ladeiras, Alhur, é editado em 1982 pela Valentim de Carvalho. O disco, um EP (ou máxi-single) composto por quatro temas da autoria de Miguel Esteves Cardoso (letras) e Né Ladeiras (músicas), regista a participação de Ricardo Camacho na produção e dos Heróis do Mar como músicos de estúdio. Alhur é um disco que fala de águas, desde as águas régias do pensamento às águas salgadas dos oceanos e das lágrimas.
Né Ladeiras retribuiu, nesse mesmo ano, a colaboração com os Heróis do Mar, participando no maxi-single de Amor, que se tornou um grande êxito comercial.
Colabora com Miguel Esteves Cardoso num duplo álbum intitulado Hotel Amen que não chega a ser gravado.
Em 1984 é editado pela Valentim de Carvalho o álbum, Sonho Azul, com produção de Pedro Ayres Magalhães (membro dos Heróis do Mar e futuro mentor dos Madredeus e Resistência), que também assina as letras e partilha, com Né Ladeiras, a composição das músicas. O disco é dedicado a todas as pessoas que fizeram do cinzento um "Sonho azul" e ao filho Miguel. Dos oito temas, os que obtém maior notoriedade são: Sonho Azul, Em Coimbra Serei Tua e Tu e Eu.
Participa no Festival RTP da Canção de 1986 com "Dessas Juras que se Fazem", um inédito de Carlos Tê e Rui Veloso.
Em 1988 integra o projecto Ana E Suas Irmãs, idealizado por Nuno Rodrigues - seu colega na Banda do Casaco e então director da editora Transmédia. O grupo concorre ao Festival RTP da Canção de 1988 com o tema Nono Andar, sendo apresentado como um conjunto mistério. No entanto, Né Ladeiras não participa no certame, colaborando apenas na edição em single.
Em 1989 lança um álbum dedicado à atriz sueca Greta Garbo, Corsária, fruto de um projecto de pesquisa, o que, aliás, é bem característico do trabalho a solo de Né Ladeiras. A produção e arranjos estiveram a cargo de Luís Cília. As músicas são compostas por si, sendo as letras da autoria de Alma Om. O disco não obtém uma grande divulgação, principalmente porque a editora abre falência pouco tempo após a edição do disco.
Colabora igualmente com a rádio, outra das suas paixões, em rádios de Coimbra, Antena 1 e TSF. E, posteriormente, em resultado de algum desencantamento com a música, retira-se da actividade musical.
Em 1993 participa nas gravações de "Matar Saudades", tema bónus incluído na edição em CD do disco Banda do Casaco com Ti Chitas.

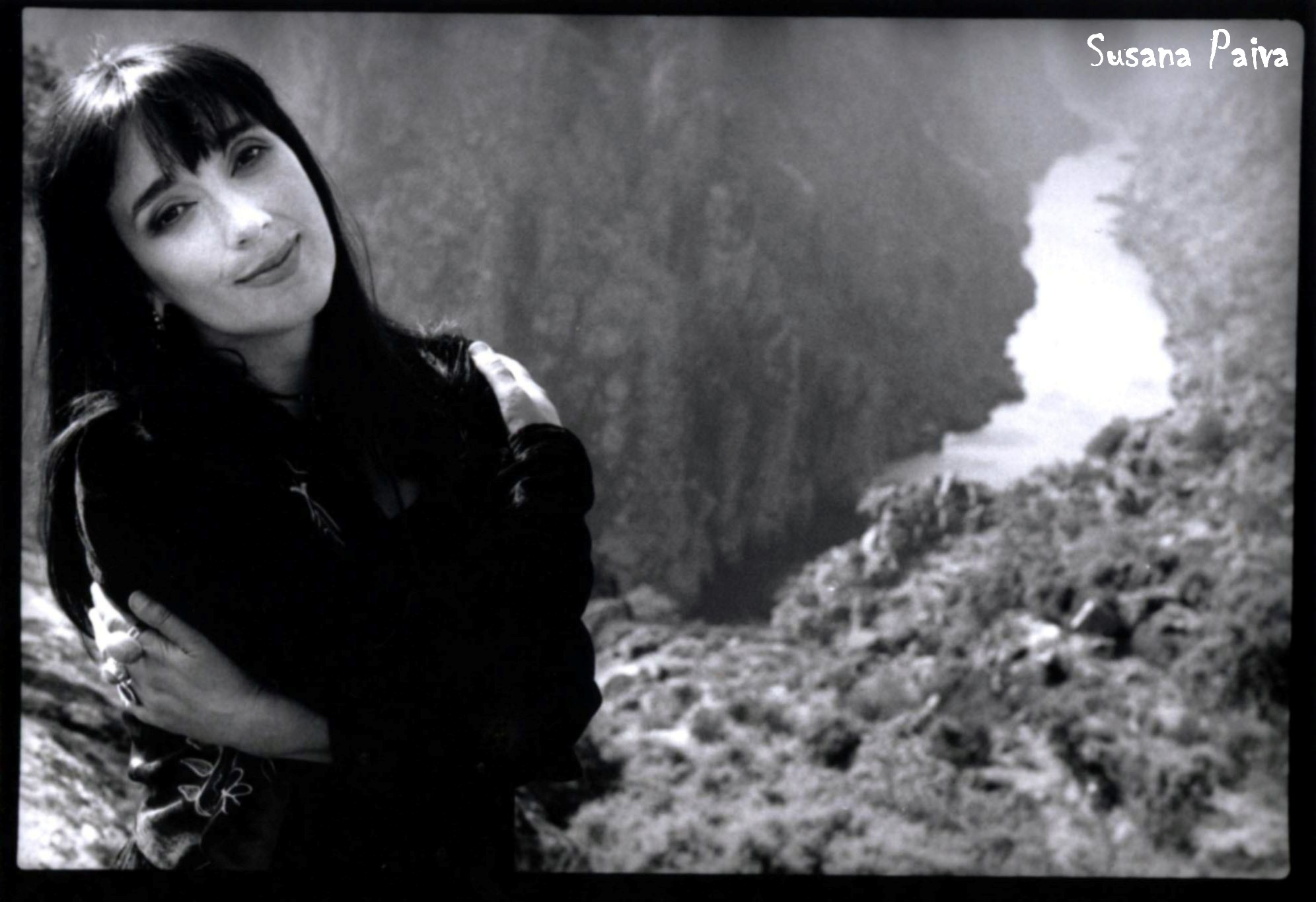
Né Ladeiras em Trás-os-Montes.

Entre Janeiro de 1993 e Outubro de 1994, Né Ladeiras grava, com produção de Luís Pedro Fonseca, o seu quarto álbum, Traz-os-Montes, uma produção da Almalusa com edição da EMI-Valentim de Carvalho, que resulta de dois anos de pesquisa de material relacionado com a música e a cultura tradicionais transmontanas (onde veio a descobrir raízes na família), nomeadamente as recolhas efectuadas por Michel Giacometti e por Jorge Dias e Margot Dias. O disco recebeu o Prémio José Afonso.
A qualidade de temas como Çarandilheira e Beijai o Menino fazem deste disco, que é a revisitação de temas tradicionais transmontanos interpretados em língua mirandesa, a sua obra-prima e um dos melhores discos de sempre da música portuguesa no qual Adélia Garcia é uma das vocalista.
No Natal de 1995 é editado o álbum Espanta Espíritos, disco de natal idealizado e produzido por Manuel Faria (seu colega nos tempos dos Trovante), no qual participam diversos artistas, entre os quais se destaca Né Ladeiras que interpreta o tema "A Lenda da Estrela" com letra de João Monge e música de João Gil.
Em 1996 participa na compilação A Cantar com Xabarin, Vol. III e IV, proposta pelo programa da TV Galiza, com o tema Viva a Música! composto por Né Ladeiras e Bruno Candeias, no qual participam, nos coros, os seus filhos Eduardo e João.
O álbum Todo Este Céu, editado em 1997, é inteiramente dedicado às canções de Fausto, compositor popular português.
No álbum-compilação A Voz e a Guitarra faz incluir o tema As Asas do brasileiro Chico César e uma nova versão de La Molinera que conta com a participação do guitarrista Pedro Jóia. Durante a Expo '98 partilha Afinidades com Chico César numa iniciativa que "desafia cantoras nacionais a conceberem um espectáculo para o qual convidam um ou uma vocalista que seja para elas uma referência." Os dois intérpretes participam igualmente no programa Atlântico da RTP/TV Cultura.

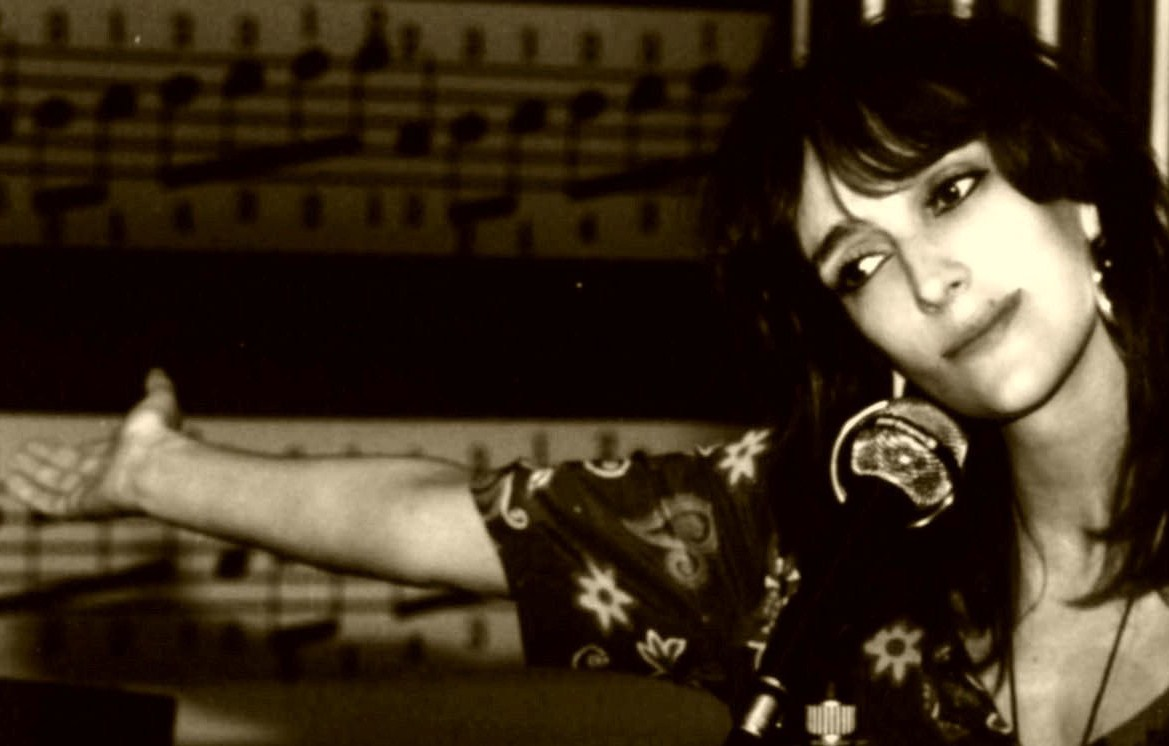
Né Ladeiras numa atuação para a televisão portuguesa.

Em 1999 inicia no castelo de Montemor-o-Velho as gravações de um disco de cantares religiosos e pagãos com a produção de Hector Zazou. Nele participam músicos portugueses como os Gaiteiros de Lisboa, Pedro Oliveira, João Nuno Represas, passando por um grupo de adufeiras do Paul (Covilhã) e ainda a colaboração, em algumas faixas, de Brendan Perry, Ryuichi Sakamoto e John Cale. Por divergências de reportório com o mítico produtor, Né Ladeiras decide não continuar com as gravações e dá por finda a sua realização. Meses mais tarde outros nomes são indicados para a produção do disco Tim Whelan e Hamilton Lee dos Transglobal Underground e novos arranjos são elaborados pelos músicos britânicos. Apesar dos esforços da cantora e dos novos produtores o álbum não chega a ser gravado.
Colabora no disco Sexto Sentido que marcou o regresso da Sétima Legião. Em 2000 é editada a colectânea Cantigas de Amigos com produção de João Balão e Moz Carrapa.
Anamar, Né Ladeiras e Pilar Homem de Melo juntaram-se em concerto, por iniciativa de Tiago Torres da Silva, em dois concertos realizados no mês de Novembro de 2000.
O álbum Da Minha Voz, de (2001), têm várias músicas do brasileiro Chico César e teve lançamento no Brasil em espetáculos realizados em São Paulo, com a orquestra do Teatro Municipal de São Paulo e com o grupo Mawaca.  A imprensa brasileira teceu críticas positivas e elogiou, sobretudo, a voz grave e segura de Né Ladeiras.  O disco conta com a participação de Ney Matogrosso, curiosamente cantando sozinho o tema "Sereia".
Ao mesmo tempo foi delineando outros projectos: um disco inspirado nas pinturas de Frida Kahlo e um outro disco de homenagem à escritora Isabelle Eberhardt (escritora convertida ao Islão, autora de "Escritos no Deserto") contando, para isso, com as letras de Tiago Torres da Silva.
Em 2002 foi editado o disco Anamar, Né Ladeiras, Pilar - Ao Vivo.
É editada uma compilação com os discos Alhur e Sonho Azul.
Em Abril de 2010 iniciou a gravação de um novo disco com composições suas e letras de Tiago Torres da Silva na alcaidaria do castelo de Torres Novas. Conta com as participações de Vasco Ribeiro Casais (Dazkarieh), Nuno Patrício (Blasted Mechanism), Francesco Valente (Terrakota), Corvos, Lara Li e Mísia.
Em 2016 lançou o CD "Outras vidas", dedicado a várias mulheres que marcaram a sua vivência e a sua carreira como Avita, Greta Garbo, Frida Khalo, Madre Teresa, Isabelle Eberhardt ou Violeta Parra. A música é da própria e as letras têm assinatura de Tiago Torres da Silva tendo produção de Amadeu Magalhães.

## Discografia Seleccionada
A discografia de Né Ladeiras é composta por álbuns a solo, álbuns de bandas de que fez parte, participações especiais em discos de outros artistas e compilações, entre eles:

#### Álbuns
- 1977 - Eito Fora, com a Brigada Victor Jara, álbum editado pela Mundo Novo[14]
- 1978 - Tamborileiro, com a Brigada Victor Jara, álbum editado pela Mundo Novo[14]
- 1979 - Tocar a Reunir, single gravado com os Trovante[15]
- 1981 - No Jardim da Celeste, com a Banda do Casaco, álbum editado pela Valentim de Carvalho[16]
- 1982 - Também Eu, com a Banda do Casaco, álbum editado pela Valentim de Carvalho
- 1982 - Alhur, EP a solo, editado pela Valentim de Carvalho[17]
- 1983 - Sonho Azul, álbum a solo, editado pela Valentim de Carvalho[18]
- 1988 - Corsária, álbum a solo, editado por Schiu! / Transmédia[19]
- 1988 - Nono Andar, single gravado com  Ana & Suas Irmãs, editado pela Transmédia[20]
- 1994 - Traz os Montes , álbum a solo, editado pela Valentim de Carvalho[21]
- 1997 - Todo Este Céu, álbum a solo, editado pela Sony[22]
- 2001 - Da Minha Voz, álbum a solo, editado pela Zona Música[8]
- 2002 - Anamar, Né Ladeiras, Pilar: Ao Vivo[23]
- 2016 - Outras Vidas, álbum a solo[10][24]

#### Compilações
- 1995 - Espanta Espíritos, com o tema "A Lenda da Estrela", CD editado pela Dínamo[25]
- 1996 -A Cantar Con Xabarin, com o tema "Viva a música!" , CD editado pela BOA[20]
- 1997 - A Voz & Guitarra, com os temas "La Molinera" e "As Asas", editado pela Farol Música[26]
- 1999 - Canções de Amigo, CD, editado pela Sony[27]

#### Participações Especiais
- 1985 - José Afonso - Tema Benditos do disco Galinhas do Mato[28]
- 1981 - Heróis do Mar - Amor (EP)[29][30]
- 1999 - Sétima Legião - A Volta ao Mundo (CD, Sexto Sentido)[29]
- 1996 - UHF - Amor Perdi (no álbum 69 Stereo, 1996)[31]
- 2000 - Mawaca - Reis; Alvíssaras, CD  astrolabio . tucupira . com . brasil[32]
- 2010 - Corvos, com os temas No Canto do Olho e Depois do Mar Sem Fim, no CD Medo[33]
- 2010 - Tema Malhão do Vento, do CD Dentro da Matriz dos OMIRI[34]
- Tema Ayask ou Os Guerreiros da Utopia, do CD do grupo Nação Vira Lata

## Prémios
- Ganhou o Prémio José Afonso em 1995 com o álbum Traz os Montes[5]
- Foi nomeada para vários Prémios BLITZ:[35]
  - 1994: nomeação para melhor Voz feminina, Artista do ano e Melhor Álbum por Traz os Montes
  - 1997: nomeação para melhor Voz feminina
- Em 2020, a rubrica 101 canções que marcaram Portugal da Revista Blitz colocou a canção Sonho Azul em 22º lugar[4]
- Os Melhores Discos da Música Portuguesa
  - Jornal Público: Alhur e Traz os Montes
  - Jornal Diário de Notícias: 10º melhor disco de 1997: Todo este Céu; 60ª melhor canção do século: Sonho Azul; 18º melhor álbum de sempre: Traz os Montes; 4º Álbum do Ano (2001) – Escolha da redação e escolha dos leitores